# سرجان دراگویویچ
سرجان دراگویویچ (سیریلیک صربی: Срђан Драгојевић؛ تلفظ [sř̩d͡ʑan drâɡojeʋitɕ]؛ زادهٔ ۱ ژانویهٔ ۱۹۶۳) یک کارگردان و فیلم‌نامه‌نویس برجستهٔ اهل صربستان است.. وی از سال ۱۹۹۲ میلادی تاکنون مشغول فعالیت بوده‌است.
از فیلم‌ها یا مجموعه‌های تلویزیونی که وی در آن‌ها نقش داشته‌است می‌توان به «زخم‌ها» (۱۹۹۸) اشاره نمود.